# The Constitution of Man
The Constitution of Man (A constituição do homem) é um livro de George Combe publicado em 1828 que faz referência à clássica teoria da frenologia. O livro tenta ligar a ciência anatómica do século XIX com conceitos evolutivos. O seu argumento principal leve em consideração de que as leis do universo físico são tão ativas no cérebro humano (e, portanto, na mente, devido ao seu papel como processo do cérebro) como no universo "físico" externo. É necessário compreender o comportamento humano em termos neurológicos em vez de em termos religiosos ou filosóficos. No livro diz-se que como o homem está submetido às leis físicas naturais, conhecer e obedecer as leis naturais é o primeiro passo para se ter uma boa vida, em vez de aludir ao acompanhamento da Bíblia (como era então habitual), isto provocou uma grande reacção e escândalo nos sectores sociais da época.
O livro foi um sucesso de vendas internacional; entre 1828 e 1900 foram vendidos 350 000 exemplares. O livro exerceu uma enorme influência entre as pessoas escolarizadas e de mente científica nas décadas de 1830 e 1840. Provavelmente foi o livro que melhor contribuiu para disseminar o progressivismo naturalista nos países de língua inglesa. Em 1844, a mesma audiência ficou encantada com o livro pouco ortodoxo do frenólogo de Edimburgo Robert Chambers (publicado anonimamente) intitulado  Vestiges of the Natural History of Creation  (Vestígios da História Natural da Criação), também de conteúdo evolutivo. Estes dois livros prepararam as pessoas para o livro de Charles Darwin A Origem das Espécies de 1859.  The Constitution of Man  foi muito vendido; em 1859 já tinham sido vendidos cerca de 300.000 exemplares.